# Путінешть
Путінешть (рум. Putinești) — село у Флорештському районі Молдови. Утворює окрему комуну.

## Населення
За даними перепису населення 2004 року у селі проживали 1836 осіб.
Національний склад населення села:
| Національність       | Кількість осіб | Відсоток   |
| -------------------- | -------------- | ---------- |
| молдавани румуни     | 1811 1         | 98,6% 0,1% |
| українці             | 13             | 0,7%       |
| росіяни              | 9              | 0,5%       |
| гагаузи              | 1              | 0,1%       |
| інша / без відповіді | 1              | 0,1%       |
| Всього               | 1836           | 100%       |